# Leptohymenium breutelii
Leptohymenium breutelii är en bladmossart som beskrevs av W. P. Schimper in Jaeger 1878. Leptohymenium breutelii ingår i släktet Leptohymenium och familjen Hylocomiaceae. Inga underarter finns listade i Catalogue of Life.